# Spytimír (jméno)
Spytimír je mužské slovanské jméno, v dnešní době téměř neužívané. V latině se píše Spoitimar nebo Spoimar. Vykládá se jako náchylný k míru. Je opakem ke jménu Spytihněv. Svátek má údajně na Michala, tedy 29. září.
V současné době nosí jméno jeden člověk (aktuální k 2016).

## V historii
Jméno nosil kníže Spytimír, který ale může být podle Rudolfa Turka totožný s knížetem Strojmírem.

## Nositelé jména
- Spytimír – český kníže, účastník bitvy u Vltavy
- Spytimír Bursík – český průmyslový výtvarník, ilustrátor[4]